# Andorranische Fußballnationalmannschaft der Frauen

Vormals benutztes Verbandswappen

Die andorranische Fußballnationalmannschaft der Frauen repräsentiert Andorra im Internationalen Frauenfußball. Ihre ersten offiziellen Spiele bestritt die Auswahl Anfang Juli 2014 im Rahmen des sogenannten UEFA Development Tournament in Gibraltar.

## Geschichte
Seit 2013 Victor Santos zum neuen Präsidenten des Andorranischen Fußballverbandes gewählt wurde, trieb der Verband die Entwicklung des Frauenfußballs voran; am 11. Dezember 2013 fand das erste Training unter Joan Carles Ruiz statt. So kam es bereits am 23. Januar 2014 zu einem ersten Testspiel gegen den Spanischen Verein CF Pardinyes, das mit 0:6 verloren ging.

### UEFA Development Tournament
Gleich im ersten Spiel gegen den Gastgeber am 1. Juli gewann man mit 1:0 durch ein Tor von Alba López. Auch für Gibraltar war dies das erste Länderspiel nach dem UEFA-Beitritt. Schon am nächsten Tag musste man gegen die international deutlich erfahreneren Luxemburgerinnen antreten; das Spiel ging mit 0:4 verloren. Zwei Tage später gab es noch ein inoffizielles Spiel gegen eine Algarve-Auswahl, das durch Tore von López und Teresa Morató mit 2:0 gewonnen wurde.
Im April 2015 nahm Andorra an der Qualifikation zur EM 2017 teil und traf dabei in der ersten Runde der acht schwächsten Teams auf Georgien (Ergebnis: 0:7), die Färöer (0:8) und Malta (3:5), das Gastgeber des Miniturniers war. Die drei Niederlagen bedeuteten den letzten Platz.

## Turnierbilanz

### Europameisterschaft
| - 2017: nicht qualifiziert - 2022: nicht teilgenommen - 2025: nicht qualifiziert |

### Nations League
- 2023/24: Liga C1 – 3. Platz, Verbleib in Liga C für die  Qualifikation zur EM 2025
- 2025: Liga C2 – 4. Platz, Verbleib in Liga C für die  Qualifikation zur WM 2027